# 楊元龍
楊元龍（1924年4月16日—2007年6月26日），祖籍江苏吴县（今苏州），香港知名爱国实业家，溢达集团创始人。先后获得上海圣约翰大学化学硕士学位和美国麻省洛厄尔纺织学院纺织化工硕士学位。楊元龍愛好養馬，八十年代曾被冠以「馬王」美譽。1986年捲入造馬案，楊元龍在案件開審後承認控罪，但卻以患上末期骨癌為由，並且得到多位醫生聯合證明他只餘幾星期壽命，以此為理由向法官求情免刑。結果，楊元龍被判監兩年，緩刑兩年，避過牢獄之苦，但罰款五百三十萬元。楊元龍隨即往美國醫病，1989年返港，並經常神采飛揚地出席名流及商界等場合，並從事地產投資，楊元龍八十歲大壽時曾於港島一間五星級酒店舉行盛大豪門夜宴。

## 紡織實業
1949年後，杨元龙和夫人杨蔡咏芳在香港从事纺织制衣业。1961年至1973年，连续12年担任香港棉业咨询委员会（后易名为纺织业咨询委员会）委员，代表香港政府参与“关税及贸易总协定”及“多种纤维协定”的制订；兼活跃于中华厂商联合会、香港工业总会、香港棉纺业同业公会、贸易发展局等行业组织。1978年創辦溢达集团，一家纺织及制衣企业，全棉衬衫制造商和出口商。杨元龙名下兼创立侨美旅游事业有限公司，投资开办北京香山饭店。

## 家庭
夫人杨蔡咏芳，长女杨敏德（溢達集團主席，曾任行政會議成員，現任全國政協委員、香港理工大學校董會主席），次女杨敏贤。

## 資料來源
1. ↑  . 太陽報. 2007-06-30. （原始内容存档于2021-12-02）.